# Impacts environnementaux de l'intelligence artificielle
Les impacts environnementaux de l’intelligence artificielle peuvent varier considérablement. De nombreuses méthodes d'apprentissage profond ont une empreinte carbone et une consommation d’eau importantes. Néanmoins, certains scientifiques estiment que l'intelligence artificielle (IA) pourrait permettre de résoudre certains problèmes environnementaux.

## Empreinte carbone
L'intelligence artificielle a une empreinte carbone significative en raison de la consommation d'énergie croissante, notamment pour l'entraînement et l'utilisation,.
Des chercheurs ont souligné que l'empreinte carbone des modèles d'IA lors de leur entraînement devrait être prise en compte pour mieux comprendre leur impact. Une étude a suggéré qu'en 2027, la consommation énergétique de l'IA pourrait atteindre 85–134 TWh, soit environ 0,5 % de la consommation électrique mondiale actuelle,. L'entraînement d'un seul modèle d'apprentissage profond peut générer une empreinte carbone équivalente aux émissions à vie de 5 voitures. L'entraînement des grands modèles de langage (LLMs) et d'autres systèmes d'IA générative nécessite généralement beaucoup plus d'énergie que l'exécution d'une simple prédiction sur un modèle déjà entraîné. L'utilisation répétée d'un modèle entraîné peut multiplier les coûts énergétiques des prédictions. La puissance de calcul requise pour entraîner les modèles d'IA les plus avancés double en moyenne tous les 3,4 mois, entraînant une consommation exponentielle d'énergie et une empreinte carbone en conséquence.
De plus, les algorithmes d'intelligence artificielle fonctionnant dans des régions où l'énergie provient majoritairement de combustibles fossiles auront une empreinte carbone beaucoup plus élevée que dans des régions utilisant des sources d'énergie plus propres.
Ces modèles peuvent être modifiés pour réduire leur impact environnemental au détriment de la précision, soulignant l'importance de trouver un équilibre entre précision et impact environnemental. BERT, un modèle d'intelligence artificielle générative entraîné en 2019, a consommé « l'équivalent énergétique d'un vol transcontinental aller-retour ». GPT-3 a libéré 552 tonnes métriques de dioxyde de carbone dans l'atmosphère lors de son entraînement, soit l'équivalent des émissions annuelles de 123 voitures à essence,. Une grande partie du coût énergétique est due aux architectures de modèles et aux processeurs inefficaces. Un modèle nommé BLOOM, développé par Hugging Face, a été entraîné avec des puces plus efficaces et n'a libéré que 25 tonnes métriques de CO2.
L'intégration de l'IA dans les moteurs de recherche pourrait multiplier les coûts énergétiques de manière significative,, certaines estimations suggérant une augmentation de la consommation énergétique annuelle à près de 30 milliards de kWh, une empreinte énergétique supérieure à celle de nombreux pays.

### Consommation d'énergie et efficacité
Les puces d’IA, comme les processeurs graphiques (GPUs), consomment plus d’énergie et génèrent plus de chaleur que les CPU traditionnels. L’efficacité énergétique des modèles d’IA dépend de l’optimisation de leur architecture et du matériel utilisé. Depuis les années 1940, l’efficacité énergétique des calculs a doublé tous les 1,6 ans Cependant, certains craignent que l’amélioration de l’efficacité entraîne une hausse globale de la consommation énergétique, un phénomène connu sous le nom de Paradoxe de Jevons.
En septembre 2024, Microsoft a conclu un accord avec Constellation Energy pour rouvrir la centrale nucléaire de Three Mile Island afin d’alimenter ses centres de données en énergie. Cette remise en service nécessitera l’approbation des régulateurs américains et représente un investissement de 1,6 milliard de dollars, soutenu par des subventions de la loi sur la réduction de l’inflation de 2022. Par ailleurs, les autorités américaines et l’État du Michigan investissent près de 2 milliards de dollars pour rouvrir la centrale nucléaire de Palisades, prévue pour octobre 2025.
En 2025, Microsoft a annoncé un investissement de 80 milliards de dollars pour développer des centres de données destinés à l’IA, qui nécessitent d’importantes infrastructures électriques. La demande en électricité pour l’IA explose aux États-Unis, ce qui pose un défi pour les réseaux énergétiques. Dans des régions comme la Virginie, le délai pour connecter de grands centres de données au réseau atteint sept ans, illustrant la pression sur l’infrastructure énergétique. Un éditorial du New York Times souligne l’importance de moderniser ces infrastructures, affirmant que « l’électricité est le socle de l’ère numérique et de l’IA ».

## Déchets électroniques
Les déchets électroniques issus de la production de matériel d’IA peuvent également contribuer aux émissions de gaz à effet de serre. La croissance rapide de l’IA peut également conduire à une dépréciation plus rapide des appareils, ce qui entraînerait des déchets électroniques dangereux. Certaines applications de l’IA, comme le recyclage des robots, peuvent réduire les déchets électroniques,.

## Consommation d'eau

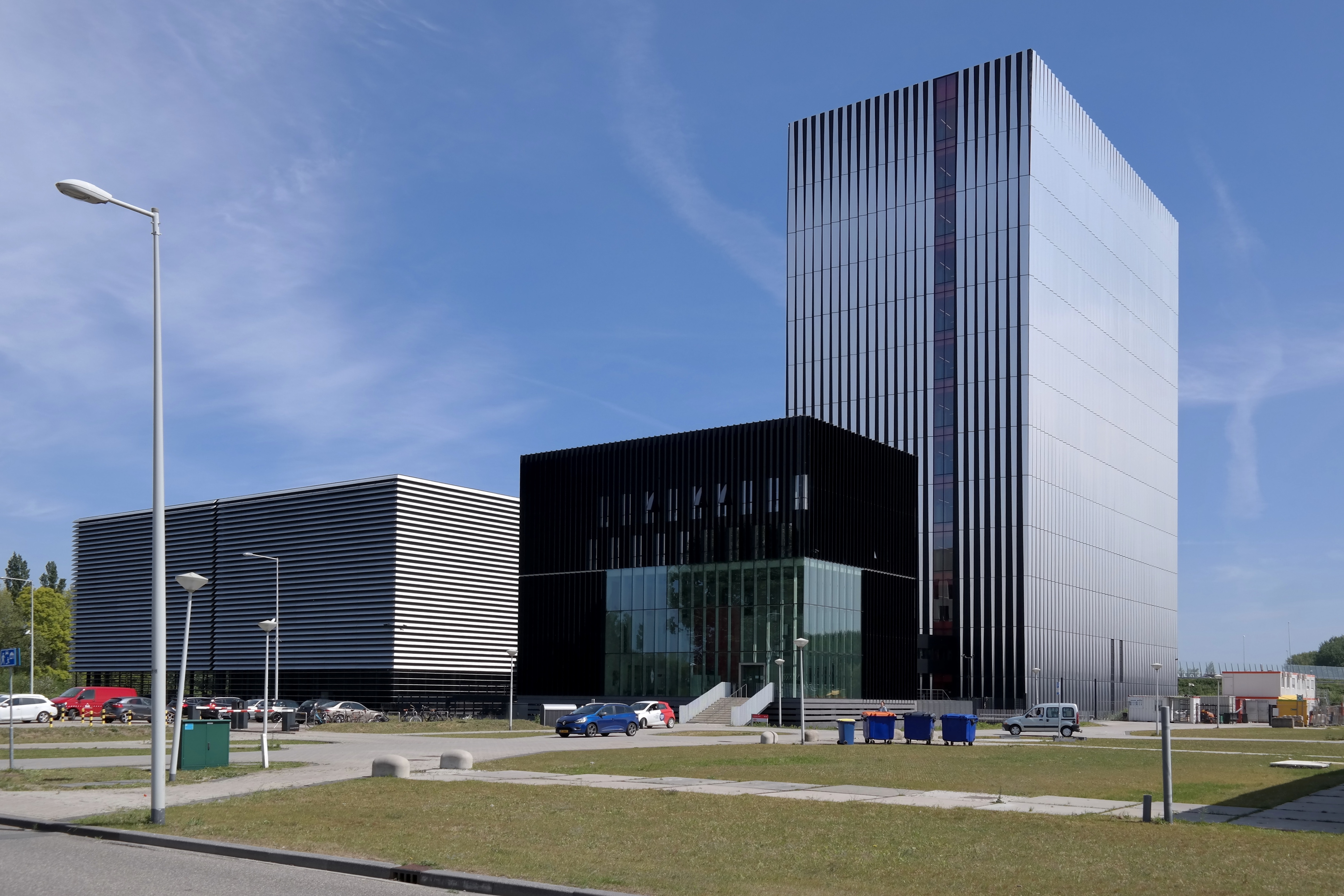
Equinix AM3 & AM4 à Amsterdam, Pays-Bas

Le refroidissement des serveurs d'IA peut nécessiter de grandes quantités d'eau douce, qui s'évapore dans les tours de refroidissement,. À l'échelle mondiale, les centres de données hébergeant l'IA devraient consommer six fois plus d'eau que le Danemark,. D'ici 2027, l'IA pourrait utiliser jusqu'à 6,6 milliards de mètres cubes d'eau. Un professeur a estimé qu'une session moyenne sur ChatGPT, comprenant 10 à 50 réponses, peut utiliser jusqu'à un demi-litre d'eau douce,,. L'entraînement de GPT-3 aurait consommé 700 000 litres d'eau, soit l'équivalent de l'empreinte hydrique nécessaire à la fabrication de 320 véhicules électriques Tesla.
Un centre de données que Microsoft envisageait de construire près de Phoenix, en raison de l'augmentation de l'utilisation de l'IA, aurait consommé jusqu'à 56 millions de gallons (212 millions de litres) d'eau douce par an, soit l'équivalent de la consommation annuelle de 670 familles. Microsoft aurait augmenté sa consommation d'eau de 34 % à cause de l'IA, tandis que Google l'aurait augmentée de 20 %,. Dans une ville de l'Iowa, les centres de données de Microsoft étaient responsables de 6 % de l'utilisation locale d'eau douce.

## Nucléaire
Un accord a été approuvé le 20 septembre 2024 entre Microsoft et Constellation Energy pour rouvrir la centrale nucléaire de Three Mile Island. Bill Gates a déclaré que Microsoft avait l'intention d'utiliser cette énergie pour alimenter son utilisation des services d'Open AI au sein de ses systèmes ainsi que dans les foyers.
Cependant, les permis réglementaires clés pour la nouvelle vie de la centrale n'ont pas encore été déposés, affirment les régulateurs. Si l’accord est conclu, Three Mile Island fournirait à Microsoft l’équivalent énergétique nécessaire pour alimenter 800 000 foyers, soit 835 mégawatts. Ce serait la première fois qu'une centrale déclassée serait rouverte et la première fois qu'une centrale commerciale serait fournie à un client unique.

## Solutions climatiques
L'IA a un potentiel significatif pour aider à atténuer les effets du changement climatique, notamment grâce à de meilleures prévisions météorologiques, la prévention des catastrophes et le suivi des phénomènes climatiques,. Certains climatologues ont suggéré que l'IA pourrait être utilisée pour améliorer l'efficacité des systèmes, tels que les systèmes d'énergies renouvelables. Google a affirmé que l'IA pourrait aider à atténuer certains effets du changement climatique, comme la prévision des inondations ou l'amélioration de la fluidité du trafic. Certains algorithmes pourraient aider à prévoir les impacts des ouragans les plus violents, mesurer la fonte des glaces polaires, surveiller la déforestation et suivre les émissions de gaz à effet de serre,.
Un projet d'apprentissage automatique, l'Open Catalyst Project, a été utilisé pour identifier des « électrocatalyseurs à faible coût » adaptés au stockage d'énergie renouvelable. L'IA pourrait également améliorer l'efficacité des chaînes d'approvisionnement et de production dans des industries à fort impact environnemental, comme l'industrie agroalimentaire et la fast fashion.
Cependant, il n'existe pas encore de cadres largement acceptés permettant d'évaluer l'impact climatique total des systèmes d'IA, en prenant en compte à la fois les coûts et les bénéfices.